# 農業害虫
農業害虫（のうぎょうがいちゅう）とは、田や畑で栽培している米等の穀物や野菜を食い荒らし、農家に多大な影響を与える害虫の総称である。飢饉の原因ともなりうる。

## 概観
農業において、害虫の防除は最重要課題である。基本的には農業においては単一あるいは少数種の作物を、ある程度まとまった面積で栽培することに起因する。このような環境では、それを餌とする小動物が大量に繁殖することが可能となるためである。そのような動物としては、最もよくその状況に至るのが、昆虫類によるものである。
そのため、生産物の大半を害虫によって失うこともある。これに対抗するための防除は、古くより農業にとって重要な問題であった。ただし対抗手段は多くなかった。

## 主な害虫
- イナゴ
- ウンカ
- イモムシ
- アオムシ
- チャドクガ
- ヨトウガ
- ハスモンヨトウ
- タバコガ
- コナジラミ
- アザミウマ
- カメムシ
- コガネムシ
- アブラムシ
- ナメクジ